# 羅斯馬特希呂河
47°01′15″N 8°55′54″E / 47.02072°N 8.93170°E
羅斯馬特希呂河是瑞士的河流，位於該國東部，流經格拉魯斯州，屬於希呂河的右支流，河道全長7公里，流域面積33平方公里，河畔城鎮有格拉魯斯。